# 新名神高速公路有馬川橋倒塌事故
新名神高速公路有馬川橋倒塌事故是指2016年4月30日於日本兵庫縣神戸市北区道場町平田所發生的一場致命工業意外。事件中，屬於新名神高速公路，建設中的一段有馬川橋發生倒塌。正在橋上作業的10名工人受傷，其中2人在搶救後傷重死亡。經調查後，証實工人因沒有扣上安全繩索，導致在高處墮下時喪生
。

## 影響
事故後，為著交通安全，国道176號於塌橋位置附近2公里的路段需暫時封閉，禁止行車。同年5月3日，承包商開始拆卸已倒塌的橋樑，並花了1到2個月才完成。
有馬川橋則因要進行意外善後工作而需暫停興建及延期落成
。

## 圖集

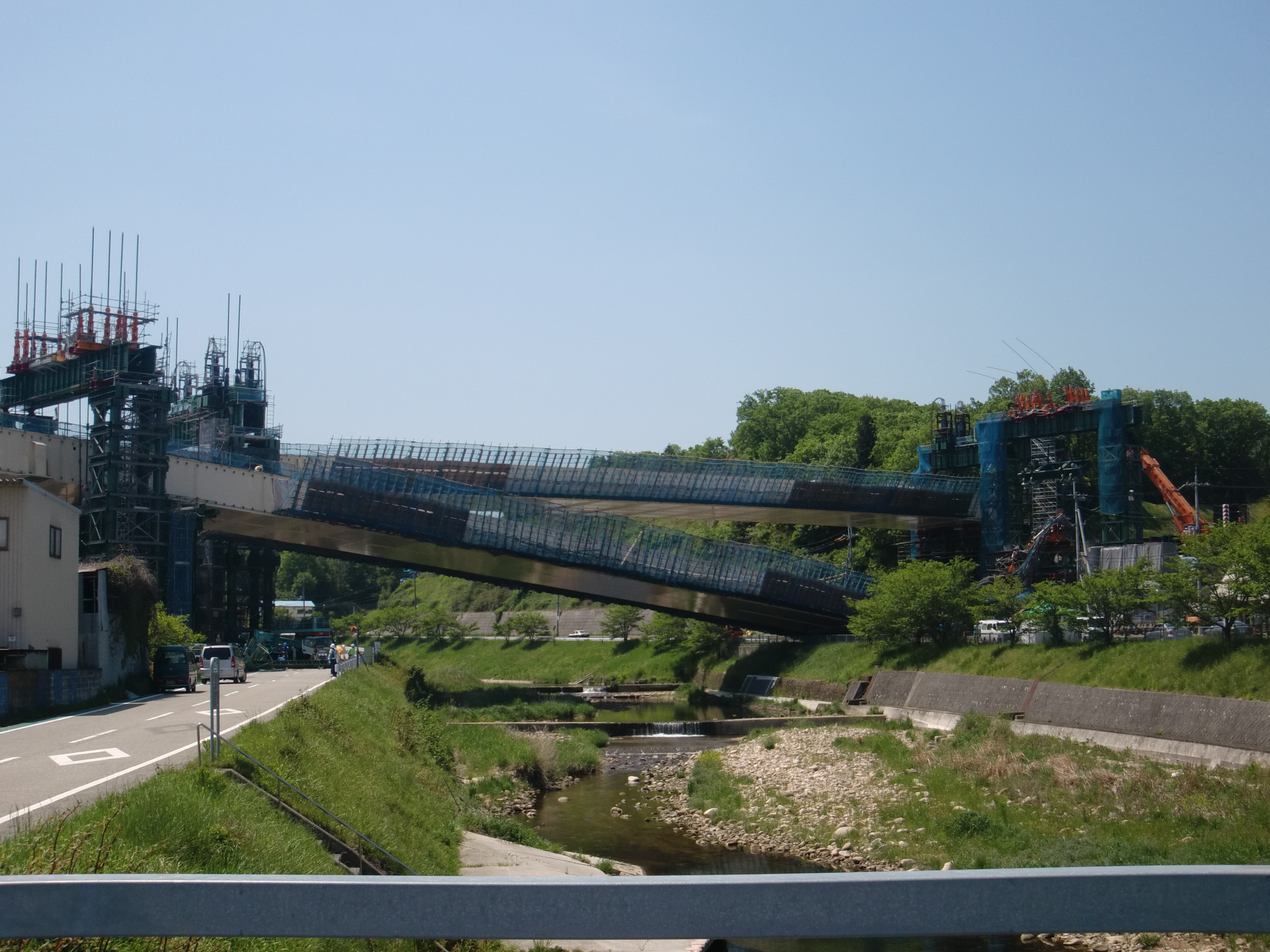
2016年4月30日的事故現場，下方之国道176号封閉中。
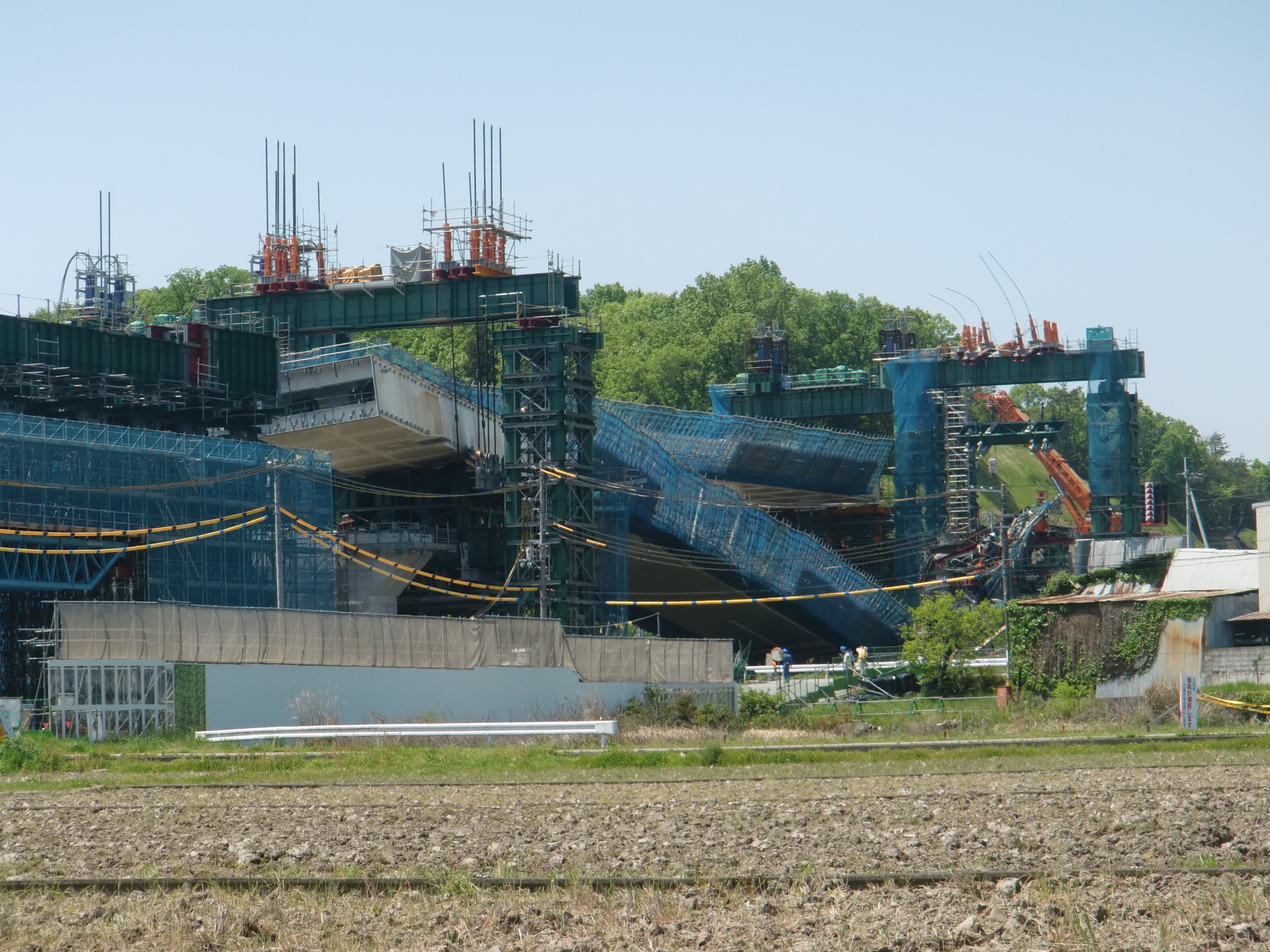
橋樑塌下
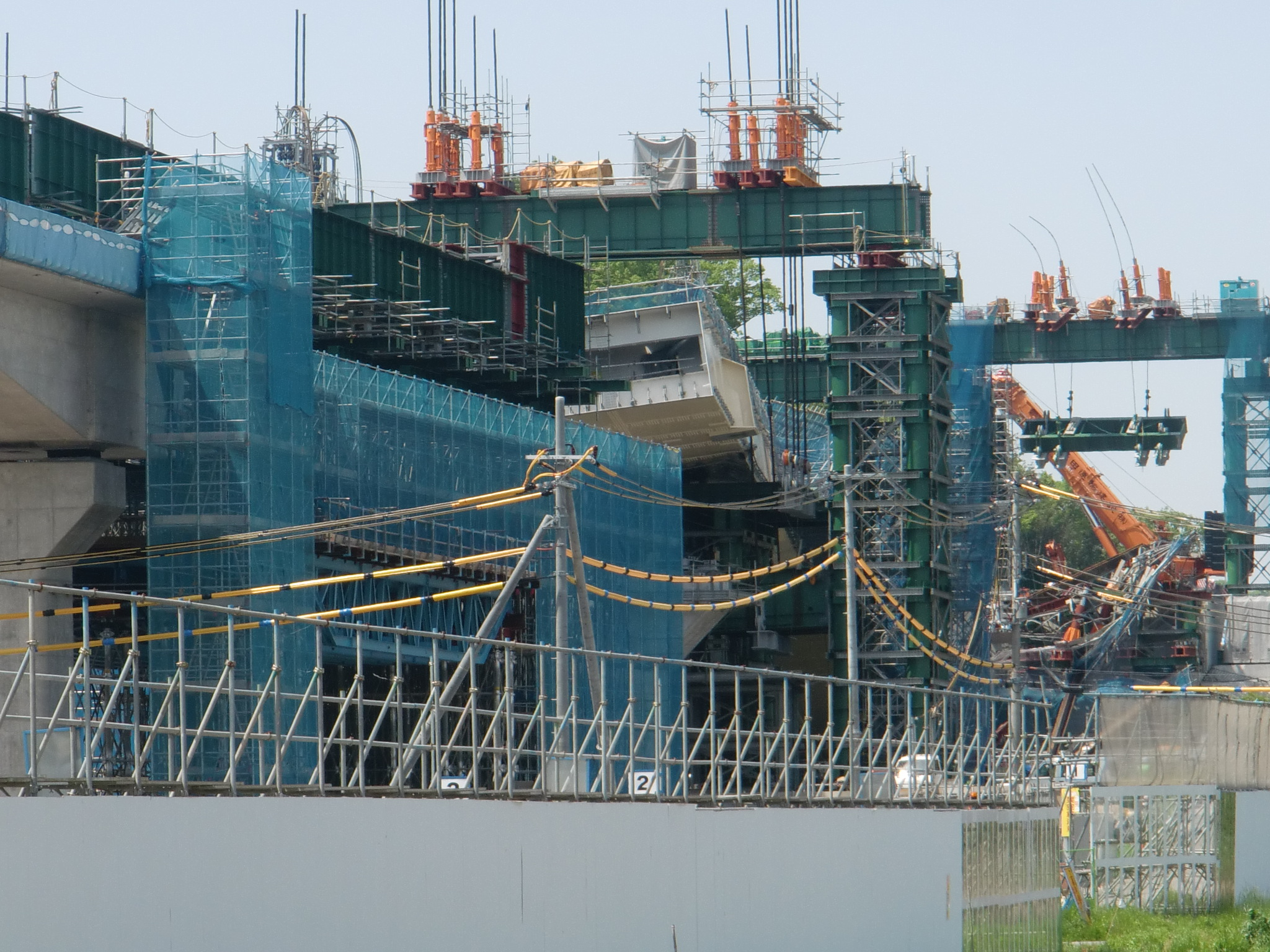
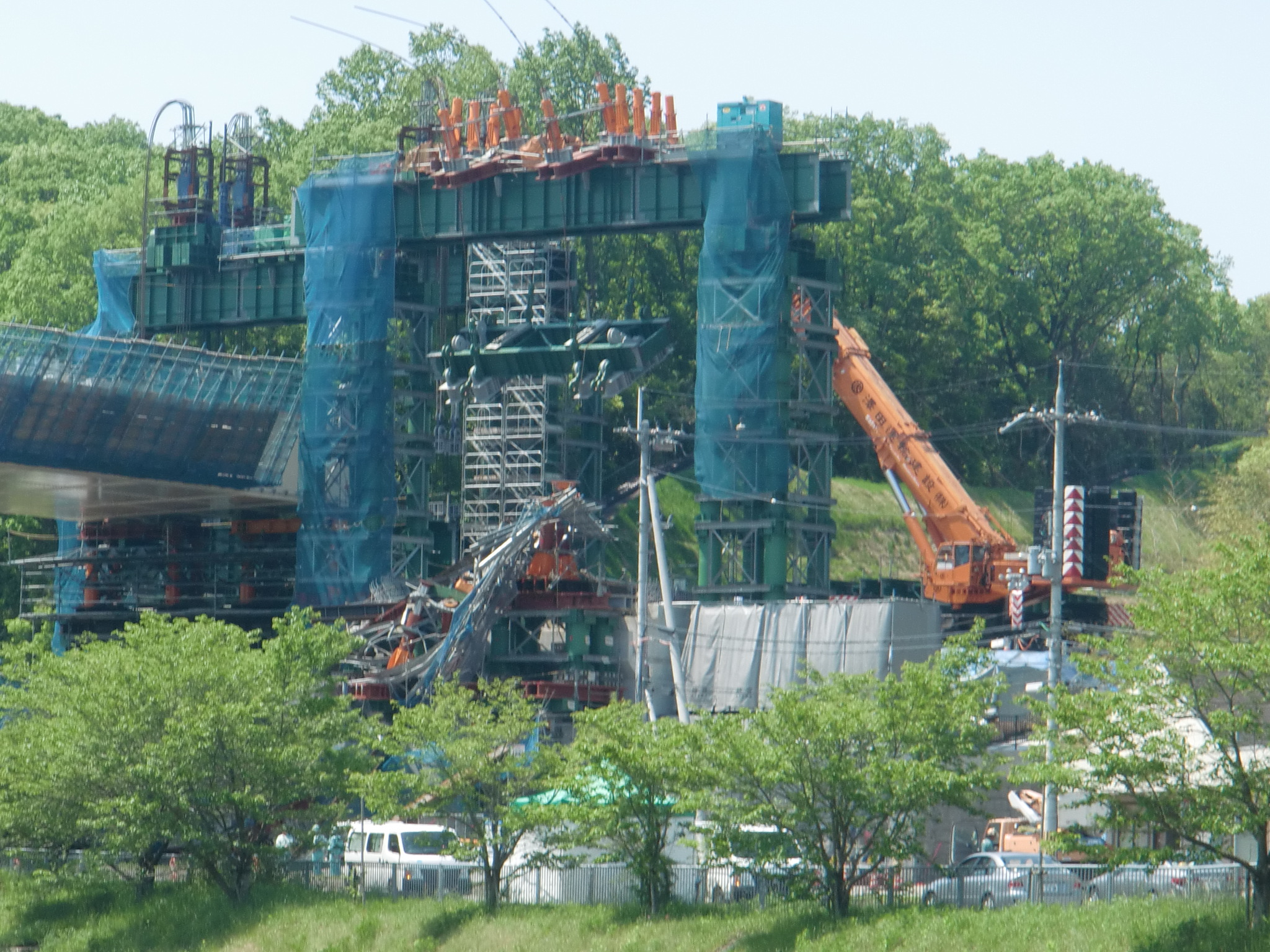

## 外部連結
- NEXCO西日本 （页面存档备份，存于）
- 横河ブリッジ （页面存档备份，存于）
- 三井住友建設 （页面存档备份，存于）